# (24101) Cassini
Pour les articles homonymes, voir Cassini.
(24101) Cassini est un astéroïde de la ceinture principale découvert le 9 novembre 1999 par Charles W. Juels à Fountain Hills. Sa désignation provisoire était 1999 VA9.
Il tire son nom de l'astronome et ingénieur franco-nissart Jean-Dominique Cassini qui découvrit notamment quatre des nombreux satellites de Saturne.